# 宏庆站
宏庆站是位于中华人民共和国甘肃省两当县西坡镇茨坝的一个铁路车站，建于1955年，有宝成铁路经过该站，现办理货运业务，客运仅办理通勤列车6063/6064次通勤业务。车站及其上下行区间均已电气化。车站距离宝鸡站120公里，隶属西安铁路局，是四等站。